# Ouanilo Medegan Fagla
Ouanilo Medegan Fagla est un expert international béninois en cybersécurité, cyberdéfense et lutte contre la cybercriminalité. Initiateur du premier campus africain d'Epitech à Cotonou, il occupe plusieurs postes liés à la lutte contre la cybercriminalité. Il est le directeur général du Centre national d’investigations numériques.

## Biographie

### Enfance et études
Ouanilo Medegan Fagla est entre autres détenteur d'un DEUG en mathématiques et informatique appliquées aux sciences.

## Carrière
Avant d'être nommé à la tête du CNIN, Ouanilo Medegan Fagla est l'ancien directeur général de l’Agence nationale de la sécurité des systèmes d’information (ANSSI), l'ancien directeur du pôle sécurité numérique de l’agence des systèmes d’information et du numérique du Bénin (ASIN), Chargé de mission au numérique et à la sécurité du numérique au Palais de la Marina, Directeur Pédagogique d'Epitech Bénin,,,,.
Qualifié d'incontournable en matière de cybersécurité par la ministre du numérique et de la digitalisation du Bénin, Aurelie Adam Soulé Zoumarou, Ouanilo Medegan Fagla organise plusieurs éditions du HackerLab. Une première qui vise non seulement à détecter de nouveaux talents en cybersécurité mais aussi et surtout à lutter contre la cybercriminalité,,,.